# Dhupgarh
Der Dhupgarh oder auch Dhoop Garh (Hindi धूपगढ़) ist ein ca. 1350 m hoher Berggipfel im Satpuragebirge im Distrikt Narmadapuram im indischen Bundesstaat Madhya Pradesh; es ist der höchste Berg Zentralindiens.

## Lage
Der Dhupgarh befindet sich ungefähr in der Mitte der von Osten nach Westen verlaufenden Satpurakette ca. 180 km (Fahrtstrecke) südöstlich der Millionenstadt Bhopal bzw. ca. 260 km südwestlich von Jabalpur. Der touristisch erschlossene und ca. 1060 m hoch gelegene Ort Pachmarhi (ca. 10 km östlich) bildet zumeist den Ausgangspunkt für Gipfeltouren.

## Flüsse
Die für indische Verhältnisse eher regenreiche (bis zu 2000 mm/Jahr) Nordflanke des Satpuragebirges wird durch kleinere Bäche und Flüsse entwässert, deren Wasser vom Tawa-River und letztlich von der Narmada aufgenommen und im Bundesstaat Gujarat in die Arabische See geleitet wird.

## Natur
Der Dhupgarh bildet in etwa das geographische Zentrum des ungefähr 1400 km² großen Satpura-Nationalpark mit seinen exotischen Tieren und Pflanzen.